# Taylor Booth
Taylor Anthony Booth (Eden, 31 mei 2001) is een Amerikaans-Italiaans voetballer die doorgaans speelt als middenvelder of vleugelspeler. In februari 2025 verruilde hij FC Utrecht voor FC Twente. Booth maakte in 2023 zijn debuut in het voetbalelftal van de Verenigde Staten. Hij is een broer van voetballer Zach Booth.

## Clubcarrière
Booth speelde in de jeugd van La Roca en werd in 2016 opgenomen in de opleiding van Real Salt Lake. Hier scoutte Bayern München hem in januari 2019 en trok hem daarop aan. Hij maakte zijn professionele debuut in het tweede elftal, uitkomend in de 3. Liga. Op 14 juni 2020 deed hij voor het eerst mee, toen op bezoek bij Waldhof Mannheim gespeeld werd. Giovanni Korte zette die club op voorsprong, waarna Bayern het omdraaide door twee treffers van Malik Tillman en eentje van Chris Richards. Het slotakkoord was voor Florian Flick van de thuisploeg, die er 2–3 van maakte. Van coach Sebastian Hoeneß moest Booth op de reservebank beginnen en hij mocht zeventien minuten voor tijd invallen voor Tillman. In het seizoen 2020/21 werd Booth kampioen met het tweede elftal. Aangezien reserveteams niet toegestaan zijn in de 2. Bundesliga, bleef het team in de 3. Liga spelen.
In februari 2021 werd de Amerikaan voor een half seizoen verhuurd aan Sankt Pölten. Op twee na kwam hij in alle resterende wedstrijden van dat seizoen in actie. Daarnaast speelde hij mee in beide duels in de nacompetitie, welke werden verloren. Hierdoor degradeerde Sankt Pölten naar de 2. Liga. Op 25 augustus 2021 maakte Booth na zijn terugkeer zijn debuut in de hoofdmacht van Bayern, tijdens een wedstrijd om de DFB-Pokal tegen Bremer SV. Door treffers van Eric Maxim Choupo-Moting (viermaal), Jamal Musiala (driemaal), Juca Warm (eigen doelpunt), Leroy Sané, Michaël Cuisance, Bouna Sarr en Corentin Tolisso werd met 0–12 gewonnen. Booth mocht drieëntwintig minuten na rust van coach Julian Nagelsmann invallen voor Sané.

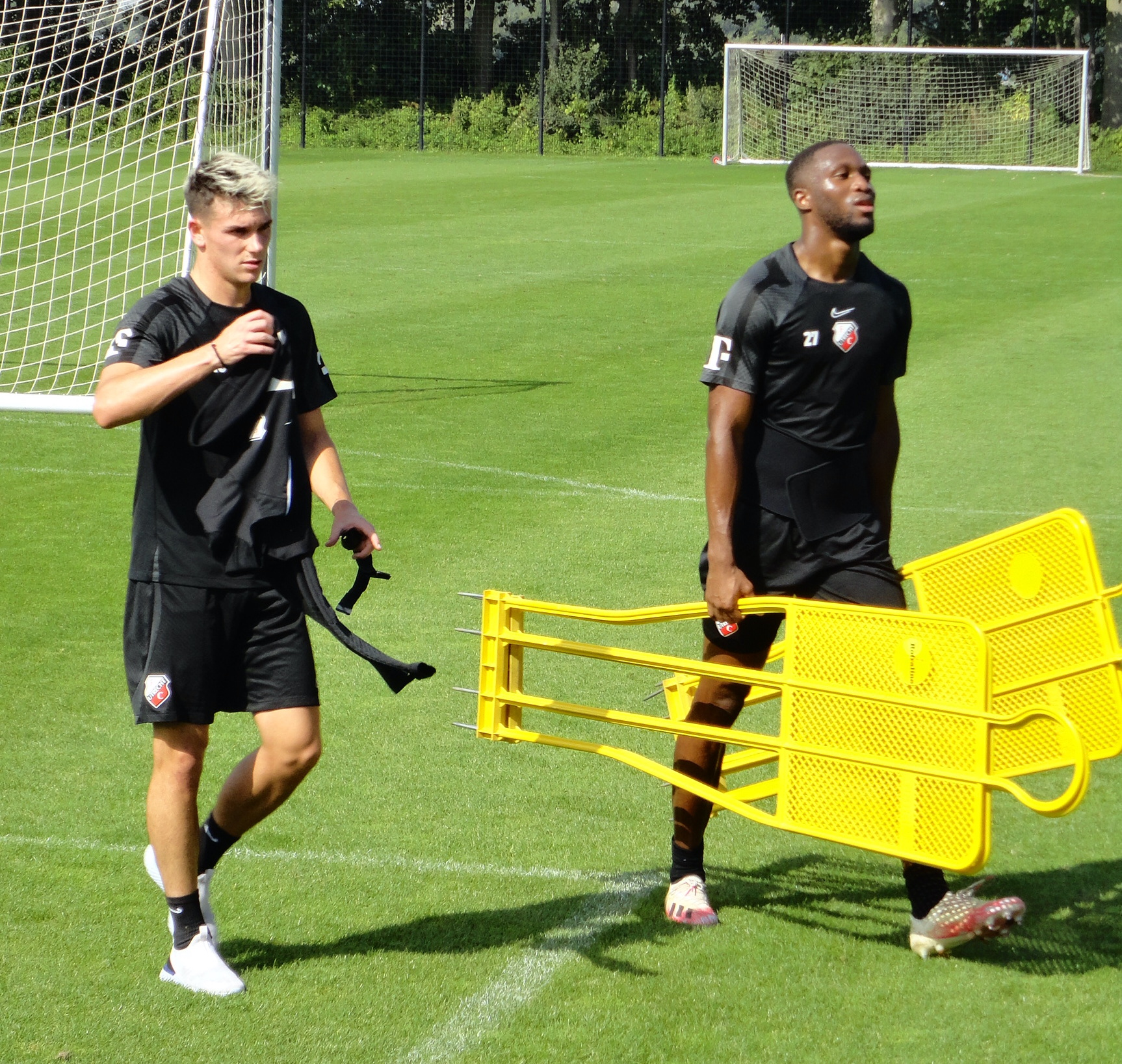
Booth samen met Modibo Sagnan op een training van FC Utrecht (2022)

In januari 2022 tekende de middenvelder een voorcontract bij FC Utrecht, dat per 1 juli van dat jaar in zou gaan. Dit contract was voor drie jaar. De Utrechtse club probeerde Booth daarna per direct over te nemen, maar daar ging Bayern München niet mee akkoord, aangezien het zelf langer had willen doorgaan met de Amerikaan. In de maand november werd Booth uitgeroepen tot Eredivisie Speler van de Maand. Op 4 februari 2024 maakte Taylor een hattrick tegen FC Volendam, namens welke club zijn jongere broer Zach ook had gescoord. Utrecht won de wedstrijd met 4–2. In de daaropvolgende wedstrijd tegen Fortuna Sittard scoorde Booth twee keer. Anderhalve week later viel hij tegen FC Twente (0–1 winst) geblesseerd uit en na de wedstrijd bleek hij een aantal weken te moeten toekijken. Na afloop van het seizoen 2023/24 werd zijn verbintenis opengebroken en met een jaar verlengd.
Tijdens de eerste helft van het seizoen 2024/25 kwam hij onder coach Ron Jans minder aan spelen toe dan tijdens de twee voorgaande seizoenen. Hierop werd de Amerikaanse international in de winterstop voor circa twee miljoen euro overgenomen door FC Twente, waar hij een contract voor drieënhalf jaar ondertekende.

## Clubstatistieken
| Seizoen | Club              | Competitie     | Competitie | Competitie | Beker | Beker | Internationaal | Internationaal | Nacompetitie | Nacompetitie | Totaal | Totaal |
| Seizoen | Club              | Competitie     | Wed.       | Dlp.       | Wed.  | Dlp.  | Wed.           | Dlp.           | Wed.         | Dlp.         | Wed.   | Dlp.   |
| ------- | ----------------- | -------------- | ---------- | ---------- | ----- | ----- | -------------- | -------------- | ------------ | ------------ | ------ | ------ |
| 2019/20 | Bayern München II | 3. Liga        | 2          | 0          | —     | —     | —              | —              | —            | —            | 2      | 0      |
| 2020/21 | Bayern München II | 3. Liga        | 2          | 0          | —     | —     | —              | —              | —            | —            | 2      | 0      |
| 2020/21 | → Sankt Pölten    | Bundesliga     | 15         | 3          | 2     | 0     | —              | —              | —            | —            | 17     | 3      |
| 2021/22 | Bayern München II | Regionalliga   | 24         | 3          | —     | —     | —              | —              | —            | —            | 24     | 3      |
| 2021/22 | Bayern München    | Bundesliga     | 0          | 0          | 1     | 0     | 0              | 0              | —            | —            | 1      | 0      |
| 2022/23 | FC Utrecht        | Eredivisie     | 24         | 2          | 3     | 0     | —              | —              | 1            | 0            | 28     | 2      |
| 2022/23 | Jong FC Utrecht   | Eerste divisie | 3          | 0          | —     | —     | —              | —              | —            | —            | 3      | 0      |
| 2023/24 | FC Utrecht        | Eredivisie     | 17         | 5          | 2     | 1     | —              | —              | 2            | 0            | 21     | 6      |
| 2024/25 | FC Utrecht        | Eredivisie     | 9          | 0          | 0     | 0     | —              | —              | 0            | 0            | 9      | 0      |
| 2024/25 | FC Twente         | Eredivisie     | 6          | 0          | 0     | 0     | 1              | 0              | 0            | 0            | 7      | 0      |
| Totaal  | Totaal            | Totaal         | 102        | 13         | 8     | 1     | 1              | 0              | 3            | 0            | 114    | 14     |

Bijgewerkt op 20 juli 2025.

## Interlandcarrière
Booth vertegenwoordigde verschillende jeugdelftallen van de Verenigde Staten. Zo werd hij opgeroepen voor Verenigde Staten –16 (acht keer als basisspeler, waarvan zeven wedstrijden als aanvoerder), Verenigde Staten –17 (vijf keer als basisspeler en twee keer als invaller), Verenigde Staten –18 (drie keer als basisspeler, telkens als aanvoerder) en Verenigde Staten –19 (één keer als basisspeler en één keer als invaller). Met Verenigde Staten –17 speelde hij op het WK –17 van 2017. De Verenigde Staten werden in de kwartfinale door Engeland –17 met 1–4 uitgeschakeld. In 2018 speelde hij drie wedstrijden als basisspeler en aanvoerder voor Verenigde Staten –18. In datzelfde jaar speelde hij eveneens mee met Verenigde Staten onder 19, één keer als basisspeler en één keer als invaller.
Booth werd in december 2021 door bondscoach Gregg Berhalter voor het eerst opgenomen in de selectie van het voetbalelftal van de Verenigde Staten voor een interland tegen Bosnië en Herzegovina. Hij kwam niet in actie tijdens dit duel. In maart 2023 werd Booth voor de tweede keer opgeroepen, waarna hij op 25 maart 2023 zijn debuut maakte als invaller in een met 1–7 gewonnen wedstrijd tegen Grenada in het kader van de Nations League 2022/23. Booth moest van interim-bondscoach Anthony Hudson op de reservebank beginnen en hij mocht negentien minuten na rust invallen voor Giovanni Reyna. De andere debutant van de Verenigde Staten dit duel was Auston Trusty (Birmingham City).
| Interlands van Taylor Booth voor Verenigde Staten | Interlands van Taylor Booth voor Verenigde Staten | Interlands van Taylor Booth voor Verenigde Staten | Interlands van Taylor Booth voor Verenigde Staten | Interlands van Taylor Booth voor Verenigde Staten | Interlands van Taylor Booth voor Verenigde Staten | Interlands van Taylor Booth voor Verenigde Staten |
| №                                                 | Datum                                             | Wedstrijd                                         | Uitslag                                           | Competitie                                        | Goals                                             |                                                   |
| Als speler bij FC Utrecht                         | Als speler bij FC Utrecht                         | Als speler bij FC Utrecht                         | Als speler bij FC Utrecht                         | Als speler bij FC Utrecht                         | Als speler bij FC Utrecht                         | Als speler bij FC Utrecht                         |
| ------------------------------------------------- | ------------------------------------------------- | ------------------------------------------------- | ------------------------------------------------- | ------------------------------------------------- | ------------------------------------------------- | ------------------------------------------------- |
| 1                                                 | 25 maart 2023                                     | Grenada – Verenigde Staten                        | 1 – 7                                             | Nations League 2022/23                            |                                                   |                                                   |
| 2                                                 | 28 maart 2023                                     | Verenigde Staten – El Salvador                    | 1 – 0                                             | Nations League 2022/23                            |                                                   |                                                   |

Bijgewerkt op 20 juli 2025.

## Erelijst
| Competitie                    |                   |                   |                   |                   |
| Competitie                    | Aantal            | Jaren             |                   |                   |
| Bayern München II             | Bayern München II | Bayern München II | Bayern München II | Bayern München II |
| ----------------------------- | ----------------- | ----------------- | ----------------- | ----------------- |
| 3. Liga                       | 1                 | 2019/20           |                   |                   |
| Individueel                   |                   |                   |                   |                   |
| Eredivisiespeler van de Maand | 1                 | November 2022     |                   |                   |